# Otávio Pinto
Otávio Henrique Rodrigues Pinto (Contagem, 27 febbraio 1991) è un pallavolista brasiliano, centrale del Sada.

## Carriera

### Club
La carriera di Otávio Pinto inizia nel settore giovanile del Minas, club col quale debutta in Superliga nella stagione 2009-10. Si trasferisce quindi alla Funvic nel campionato 2015-16: gioca con il club di Taubaté per un quadriennio, nel quale centra la vittoria di uno scudetto, di una Coppa del Brasile, di quattro edizioni del Campionato Paulista e di una Coppa San Paolo.
Nella stagione 2019-20 viene ingaggiato dal Sada, club con il quale si aggiudica due scudetti (uno dei quali impreziosito dal riconoscimento come miglior centrale), quattro edizioni della coppa nazionale e due Supercoppe brasiliane in ambito nazionale; a livello internazionale conquista due campionati mondiali per club, venendo, nel 2021, premiato come miglior centrale, e quattro edizioni del campionato sudamericano per club, ottenendo altri tre premi come miglior centrale, mentre a livello locale ottiene cinque affermazioni nel Campionato Mineiro.

### Nazionale
Fa parte della nazionale brasiliana under 19 che si aggiudica la medaglia d'argento al campionato sudamericano 2008 e partecipa al campionato mondiale 2009. Con l'under 21 ottiene l'oro al campionato sudamericano 2010, dove viene premiato come miglior muro, ed è di scena al campionato mondiale 2011; con l'under 23 invece vince l'oro al campionato mondiale 2013.
Nel 2012 debutta in nazionale maggiore in occasione della Coppa panamericana, torneo nel quale vince l'oro nell'edizione seguente. In seguito vince l'argento ai XVII Giochi panamericani, mentre nel 2017 si aggiudica l'argento alla World League, l'oro al campionato sudamericano e l'oro alla Grand Champions Cup. A seguire centra la vittoria dell'argento al campionato sudamericano 2023 e quella dell'oro ai XIX Giochi panamericani.

## Palmarès

### Club
- Campionato brasiliano: 3

2018-19, 2021-22, 2022-23
- Coppa del Brasile: 5

2017, 2020, 2021, 2023, 2024
- Supercoppa brasiliana: 2

2021, 2022
- Campionato Paulista: 4

2015, 2016, 2017, 2018
- Campionato Mineiro: 5

2019, 2020, 2021, 2022, 2023
- Coppa San Paolo: 1

2015
- Campionato mondiale per club: 2

2021, 2024
- Campionato sudamericano per club: 4

2020, 2022, 2023, 2024

### Nazionale (competizioni minori)
- Campionato sudamericano under 19 2008
- Campionato sudamericano under 21 2010
- Coppa panamericana 2013
- Campionato mondiale under 23 2013
- Giochi panamericani 2015
- Giochi panamericani 2023

### Premi individuali
- 2010 - Campionato sudamericano under 21: Miglior muro
- 2020 - Campionato sudamericano per club: Miglior centrale
- 2021 - Campionato mondiale per club: Miglior centrale
- 2022 - Campionato sudamericano per club: Miglior centrale
- 2023 - Superliga Série A: Miglior centrale
- 2024 - Campionato sudamericano per club: Miglior centrale